# Otto von Cossel (Genealoge)
Otto Maximilian Detloff von Cossel (* 14. Juli 1883 in Geldern; † 10. Juli 1967 in Wiesbaden) war ein deutscher Genealoge und Autor. Der Genealoge war der „wohl beste Kenner der mecklenburgischen Familienkunde“.

## Leben
Er entstammte dem mecklenburgischen Adelsgeschlecht von Cossel und war der Sohn des gleichnamigen königlich preußischen Geheimen Regierungsrats Otto von Cossel (1845–1915) aus dem Hause Jersbek und der Sophie Gräfin von Zeppelin-Aschhausen (1856–1945). Cossel wurde 1883 in Geldern geboren, wo sein Vater seinerzeit Landrat war. Sein jüngerer Bruder war der Offizier der kaiserlichen Luftstreitkräfte, Beobachtungsflieger und Oberst Maximilian von Cossel (1897–1967), der nur zwei Monate nach ihm starb.
Cossel heiratete am 25. September 1913 in Berlin Hildegard von Glasenapp (* 15. Oktober 1893 in Berlin; † 25. Dezember 1950 in Berlin-Nikolassee), die Tochter des kaiserlichen Wirklichen Geheimen Rats und Vizepräsidenten des Reichsbankdirektoriums Dr. jur. Otto von Glasenapp (1853–1928) und der Elisabeth (Lili) Jähns. Die Ehe blieb kinderlos.
Sein Manövertagebuch 1902–1914 und seine Kriegstagebücher 1914–1919 mit Karten aus dem Ersten Weltkrieg lagern heute im Bundesarchiv-Militärarchiv in Freiburg im Breisgau.
Im Jahr 1921 schied Cossel als Major aus der Schwarzen Reichswehr aus und wechselte als Angestellter ins Bankgeschäft. Zuletzt war er bis 1945 Leiter des Archivs und der Wirtschaftsabteilung der Diskont-Kompagnie in Berlin.
Seit etwa 1923 beschäftigte sich Cossel mit der mecklenburgischen Geschichte und Familienforschung. Er war u. a. Mitglied des genealogischen Vereins Herold und der Zentralstelle für deutsche Personen- und Familiengeschichte. In der Zeit des Dritten Reiches war er im Verein Deutscher Roland verantwortlich für das Führen der Wappenrolle und die Bearbeitung der Mitteilungsblätter Der deutsche Roland. Beim Deutschen Geschlechterbuch war er nach dem Zweiten Weltkrieg verantwortlich für die mecklenburgischen Bände.
Er war Rechtsritter des Johanniterordens und Ritter des Hausordens von Hohenzollern mit Schwertern.
Cossel wurde am 10. Juli 1967 – vier Tage vor seinem 84. Geburtstag – in Wiesbaden beim Überqueren der Straße von einem Auto erfasst und tödlich verletzt.

## Werke (Auswahl)
- Stammreihe der Herren und Freiherren von Watter, Selbstverlag, Berlin 1929; Ergänzungen u. Berichtigungen 1934
- Die du Plat, eine hannoversche Offizierfamilie, in: Deutscher Herold, Heft 4+5, Carl Heymanns Verlag, Berlin 1931
- Stammfolge der Familie Kossel, v. Cossel aus Böhmen, in: Deutsches Geschlechterbuch, Band 57, C. A. Starke Verlag, Görlitz 1928
- Kossel (Ahnentafel), in: Deutsches Geschlechterbuch, Band 74, C. A. Starke Verlag, Görlitz 1931
- Nachträge und Berichtigungen zur Stammfolge und Ahnentafel Kossel, in: Deutsches Geschlechterbuch, C. A. Starke Verlag, Görlitz 1935
- mit Herbert von Schmude: Bücher- und Zeitschriften-Verzeichnis der Bücherei des Deutschen Rolands, Verein für deutsch-völkische Sippenkunde zu Berlin, Verlag Bütower Anzeiger, Berlin 1936
- Was wissen wir über die Vorfahren des in der zweiten Hälfte des 17. Jahrhunderts in Mecklenburg eingewanderten Hans Kossel, über ihre Herkunft und ihre Heimat? Familiengeschichtliche Streifzüge im ehemaligen Kurfürstentum Sachsen, Berlin, 1947